# Cantó de Loudun
El cantó de Loudun és un cantó francès del departament de la Viena, situat al districte de Châtellerault. Té 12 municipis i el cap és Loudun.

## Municipis
- Arçay
- Basses
- Beuxes
- Ceaux-en-Loudun
- Chalais
- Loudun
- Maulay
- Messemé
- Mouterre-Silly
- La Roche-Rigault
- Saint-Laon
- Sammarçolles

## Història
| Data d'elecció                           | Identitat        | Partit                       | Qualitat |
| ---------------------------------------- | ---------------- | ---------------------------- | -------- |
| 1945-1955                                | M. Maunet        | Rad., després divers droite  |          |
| 1955-1961                                | Léandre Mainage  | Divers droite                |          |
| 1961-2004                                | René Monory      | CD, després UDF, després UMP |          |
| 2004-2011                                | Jean Touret      | UMP                          |          |
| 2011-                                    | Eleftérios Bénas | Divers droite                |          |
| les dades anteriors no són pas conegudes |                  |                              |          |
|                                          |                  |                              |          |

## Demografia
| A partir de 1990: Població sense dobles comptes |